# 內格拉希鄉
44°36′N 25°07′E / 44.600°N 25.117°E
內格拉希鄉（羅馬尼亞語：Comuna Negrași, Argeș），是羅馬尼亞的鄉份，位於該國中南部，由阿爾傑什縣負責管轄，面積54平方公里，海拔高度188米，2007年人口2,570，人口密度每平方公里47人。